# Џек Конли
Џек Конли (енгл. Jack Conley; рођен Њујорк, Њујорк), амерички је позоришни, филмски и ТВ глумац.
Појавио се у бројним филмовима и то у Аполо 13, Поверљиво из Л. А., Наплата дуга, Ћелија, Путеви дроге, Колатерална штета, Паклене улице 4, Гангстерски одред, Прочишћење 2: Анархија.